# Système universitaire de documentation
Système universitaire de documentation (tạm dịch: Hệ thống tài liệu đại học; viết tắt: Sudoc) là một hệ thống biên mục được dùng bởi các cơ sở đào tạo đại học của Pháp nhằm định danh, theo dõi và quản trị tài liệu thuộc sở hữu các cơ sở này. Cơ sở dữ liệu này gồm hơn 10 triệu mục tham chiếu, tạo điều kiện cho học viên và nhà nghiên cứu tìm kiếm nguồn tài liệu tham khảo ở hơn 3.400 trung tâm lưu trữ. Cơ quan chủ quản là Cơ quan Tài liệu tham khảo đại học của Pháp (Agence Bibliographique de l’Enseignement Supérieur - Abes).

## Lịch sử
Từ tháng 4 năm 1992 đến tháng 1 năm 1993, cơ quan thư viện thuộc Bộ Đại học Pháp lập kế hoạch thành lập một mạng liên kết các thư viện đại học. Trong năm 1994, Pháp lập Cơ quan Tài liệu tham khảo đại học của Pháp (Abes) có nhiệm quản lý mạng lưới này, đến năm 1999 thì lập thêm cơ quan CINES có nhiệm vụ khai thác dữ liệu. Năm 1995, mạng Sudoc bắt đầu hoạt động.